# Orochaenactis
Orochaenactis es un género monotípico de plantas fanerógamas perteneciente a la familia de las asteráceas. Su única especie Orochaenactis thysanocarpha es originaria de Estados Unidos en California.

## Descripción
Es una planta anual que alcanza un tamaño de hasta 25 cm de altura. Tallos erectos, simples o ramificados ± (muy delgados). Hojas caulinares, opuestas (proximales); pecioladas o sésiles,  hojas lineares a estrechamente oblongo-oblanceoladas, márgenes enteros. Inflorescencias discoides, solitarias o (2-5) en grupos (en la punta del tallo). Los involucros cilíndricos de 3-4 (-6) mm de diámetro. El disco de 4-9 florecillas ; la corola amarilla. Tiene un número de cromosomas de x = 9.

## Taxonomía
Orochaenactis thysanocarpha fue descrita por (A.Gray) Coville y publicado en Contributions from the United States National Herbarium 4: 134. 1893.
Sinonimia
- Bahia palmeri S.Watson
- Chaenactis thysanocarpha A.Gray	basónimo